# Nationale Godsejere
De Nationale Godsejere var en dansk politisk retning 1864- ca. 1880.

## Baggrund
Ved reformationen i 1536 blev godsejerne til rigets Første Stand. Frem til 1848 havde godsejerne den afgørende politiske indflydelse i Danmark. Indtil 1660 udøvede de deres politiske magt gennem Rigsrådet. Derefter gav deres samarbejde med de enevældige konger dem en stor indflydelse.
Ved Junigrundloven af 1849 mistede godsejerne deres politiske magt. Frem til 1864 var der kun få godsejere, der deltog i politik, og som gruppe fik de ingen indflydelse på den almindelige politik i landet. 
Økonomisk er godsejerne stadig i stand til at varetage deres interesser. De får således Højre og De Nationalliberale til at afvise Bondevennernes krav om afskaffelse af fæstevæsenet.

## Grundloven af 1866
De Nationalliberale fik skylden for den tabte krig i 1864, og de måtte overlade magten til en konservativ embedsmandsregering. Denne regering kørte dog fast allerede i 1865. 
Landet havde brug for en ny politisk gruppe, der ikke var belastet af 15 års fejlslagne forsøg på at løse konklikten mellem de danske og tyske dele af Monarkiet. De Nationale Godsejere var sådan en ny politisk gruppe, og de dannede deres første regering i 1865. 
Landets forfatningsforhold var indviklede. På nogle områder gjaldt Junigrundloven af 1849. På andre områder gjaldt Novemberforfatningen af 1863. Der var politisk enighed om, at landet kun skulle have én grundlov, men partierne var uenige om indholdet i en sådan grundlov. 
Godsejerne ønskede et landsting, som de selv beherskede. På grund af store modsætninger mellem Bondevennerne og De Nationalliberale lykkedes det faktisk godsejerne at nå deres mål. De lovede Bondevennerne et landsting præget af landbruget, mens De Nationalliberale fik løfte om et landsting præget af de velstående. 
De nye landsting blev dog bekæmpet af Det Nationale Venstre og af Tschernings fløj af Bondevennerne.

## Koalition med De Nationalliberale
Da den nye grundlov var vedtaget afbrød godsejerne deres samarbejde med Bondevennerne. I årene 1866-1875 var regeringerne koalitioner mellem godsejere og nationalliberale. I 1875 dannede J.B.S. Estrup en ren godsejerregering. 

## Opløsning af partiet
Omkring 1880 smeltede De Nationalliberale, De Nationale Godsejere og resterne af Mellempartiet sammen til ét parti, der antog navnet Højre. 

## Konseilspræsidenter fra De Nationale Godsejerne
- Christian Emil Krag-Juel-Vind-Frijs, leder af Ministeriet Frijs (1865 – 1870)
- Ludvig Holstein-Holsteinborg, leder af Ministeriet Holstein-Holsteinborg (1870-1874)
- Christen Fonnesbech, leder af Ministeriet Fonnesbech (1874-1875)
- Jacob Brønnum Scavenius Estrup, leder af Ministeriet Estrup (1875-1894)